# Финикиянки (Еврипид)
«Финикия́нки» (др.-греч. Φοίνισσαι, Phoinissai) — трагедия древнегреческого драматурга Еврипида на тему, взятую из фиванских мифов. Впервые поставлена на сцене примерно между 411 и 409 годами до н. э. Текст пьесы полностью сохранился.

## Сюжет
Материал для «Финикиянок» Еврипид почерпнул из фиванских мифов, которые прежде использовались Эсхилом («Семеро против Фив») и Софоклом («Царь Эдип», «Эдип в Колоне», «Антигона»). Царь Фив Эдип узнаёт, что убил собственного отца и женился на собственной матери, после чего ослепляет себя и уходит в изгнание. Его сыновья Этеокл и Полиник договариваются править поочерёдно, но позже Этеокл отказывается уступать власть. Полиник приводит к Фивам армию своих пелопоннесских союзников. Действие «Финикиянок» происходит во время осады, заглавные персонажи — хор финикийских женщин, ехавших в Дельфы, но задержанных в Фивах войной.
Еврипид использует в трагедии нетрадиционную версию мифа. Мать и жена Эдипа Иокаста совершает здесь самоубийство не после того, как открылась правда о её втором браке, а значительно позже, над телами своих сыновей, убивших друг друга. Эдип после самоослепления не отправляется в изгнание, а оказывается в заключении. Трагедия даёт новую трактовку образов Полиника и Этеокла. Первый оказывается не изменником, а борцом за правое дело, второй — не героем и защитником родины, а властолюбцем, готовым на всё, чтобы удержать престол.
«Финикиянки» — одна из самых длинных греческих трагедий. Она отличается усложнённым действием, введением эпизодов, не связанных непосредственно с драматическим конфликтом, разнообразием музыкальных и сценических эффектов.

## История текста
«Финикиянки» были впервые поставлены на сцене примерно между 411 и 409 годами до н. э. вместе с «Эномаем» и «Хрисиппом», текст которых позже был полностью утрачен. Этот драматический цикл занял в состязании второе место. Предположительно «Финикиянок» пародировал Аристофан в одноимённой комедии. Древние критиковали пьесу Еврипида за обилие эпизодов, не связанных с основным сюжетом. Тем не менее трагедия была широко известна. Цицерон пишет, что Гай Юлий Цезарь любил повторять две строки из «Финикиянок», оправдывая ими своё стремление к власти: «Коль преступить закон — то ради царства; а в остальном его ты должен чтить».
Французский драматург Жан Расин назвал «Финикиянок» главным источником материала для своей первой трагедии, «Фиваида, или Братья-враги» (1664). Фридрих Шиллер использовал сюжет Еврипида в своей пьесе «Мессинская невеста» (1803).
До Еврипида трагедию под названием «Финикиянки» написал Фриних (476 год до н. э.), но у этой пьесы совсем другой сюжет.

## Издание на русском языке
- Еврипид. Финикиянки. Перевод с древнегреческого Иннокентия Анненского // Еврипид. Трагедии. М.: Искусство, 1980. Т.2. С. 145—224.